# Kerenzerbergtunnel
Der Kerenzerbergtunnel ist ein 3955 Meter langer Eisenbahn-Doppelspurtunnel im Kanton Glarus in der Schweiz, der im Jahr 1960 ein einspuriges Teilstück der Strecke Ziegelbrücke-Sargans (Hauptachse Zürich-Chur) ersetzte.

## Lage
Der Tunnel verläuft im Kerenzerberg, entlang des Walensees auf dem Gemeindegebiet der heutigen Gemeinde Glarus Nord. 1986 wurde parallel zum Eisenbahntunnel der Kerenzertunnel der Autobahn A3 fertiggestellt.

## Bauwerk
Das Tunnelprofil wurde gegenüber früheren Tunnelbauten erweitert und leicht elliptisch erstellt. Dadurch konnte der Gleisabstand von 3,60 auf 3,80 m vergrössert werden. Unterhalb der Weiler Nidstalen und Voglingen ist der Tunnel geringfügig gekrümmt. Beide Portale haben schiefe Portalfronten und sind mit Natursteinen verkleidet.

## Geschichte
In den 1850er-Jahren erstellten die Vereinigten Schweizerbahnen, ehemals Schweizerische Südostbahn (SOB), die Eisenbahnstrecke entlang dem Walensee. Die schwierigen topografischen Bedingungen machten den Bau der vier Tunnels Hechlenhorn (86 m), Glattwand (111 m), Standenhorn (258 m) und Weisswand-Ofeneck (781 m) notwendig. Das einspurige Trassee schlängelte sich zwischen Mühlehorn und Weesen mit teils engen Kurven dem Seeufer entlang.
Die feierliche Eröffnung des neuen Eisenbahntunnels fand am 28. April 1960 in Mühlehorn statt.
Nach der Eröffnung traten die SBB das alte Trassee dem Kanton Glarus für 10 Millionen Franken ab. Dieser baute darauf die neue Walenseestrasse. Die alten Eisenbahntunnels wurden entsprechend aufgeweitet und durch Schutzgalerien ergänzt. Vor Eröffnung der sogenannten Talstrasse Mitte 1964 wurde der gesamte Strassenverkehr über die Kerenzerberg-Passstrasse geführt.
Nach der Eröffnung des Kerenzertunnels der A3 (Südspur, Fahrtrichtung Chur) im Jahr 1986, wurde die Talstrasse zur Nordspur mit Fahrrichtung Zürich umgebaut und ein Veloweg errichtet. Darüber führt heute die nationale Veloroute Nr. 9, die Seen-Route, die ausserdem als Sicherheitsstollen fungiert.

## Bilder

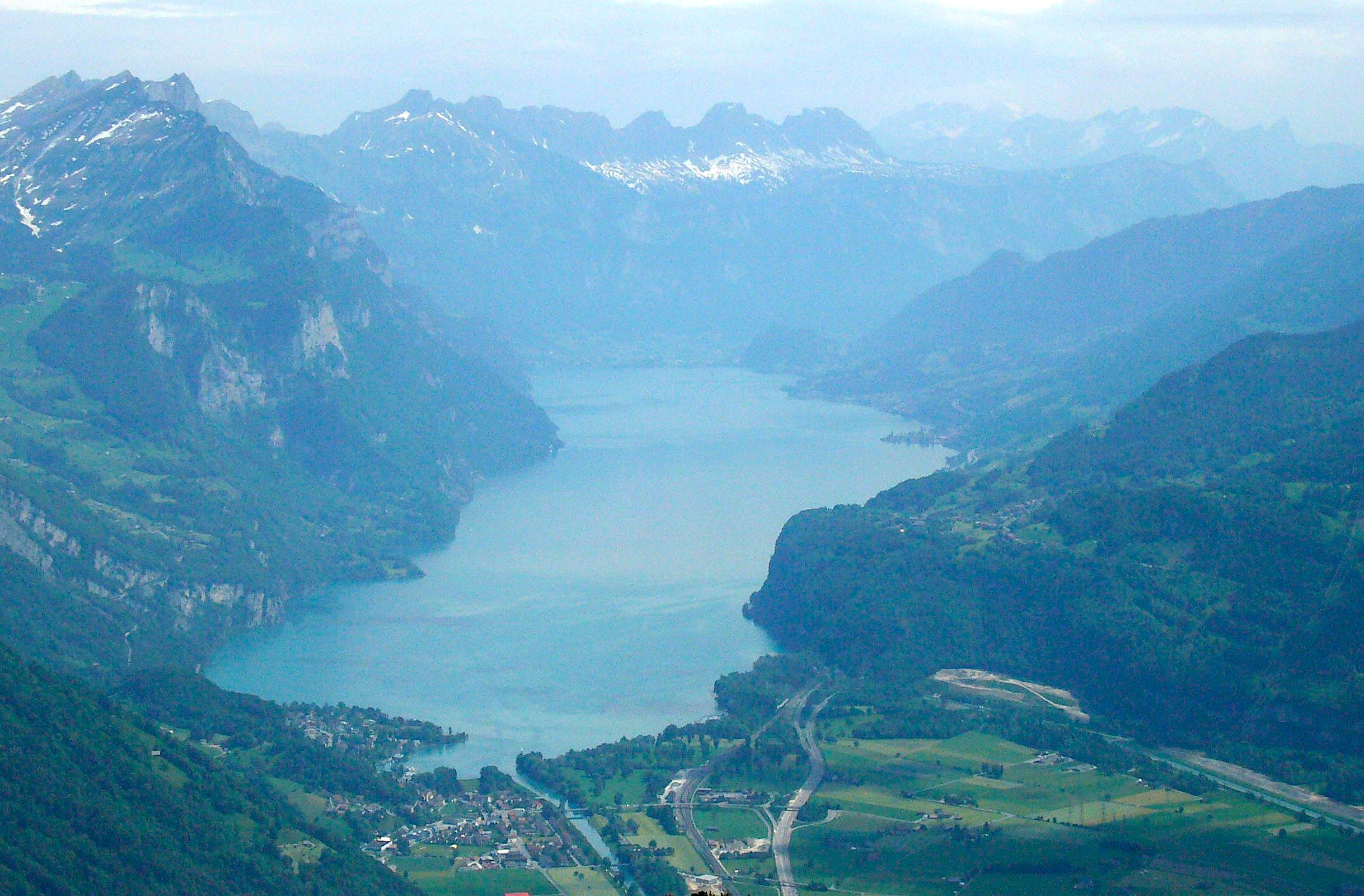
Streusiedlung und Strassenübergang Kerenzerberg über der bewaldeten Felswand am Südufer des Walensees, hier rechts, aus Westen vom Hirzli gesehen (2009)
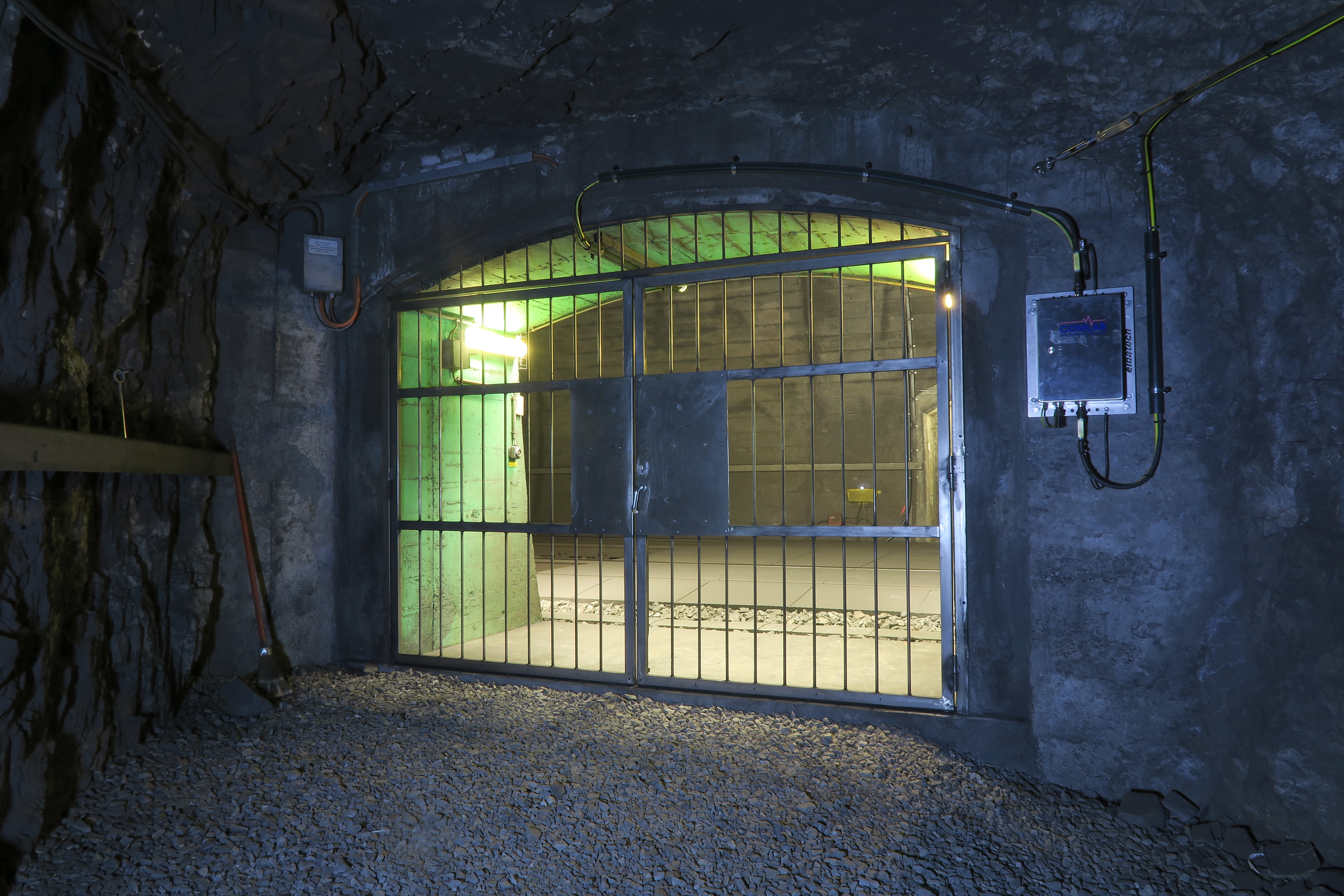
Sicht durch den Notausgang in den Tunnel (2016)
Baustelle des Kerenzerbergtunnels am Westportal (Oktober 1957)